# Darko Marušič
Darko Marušič, ključavničar, narodni heroj, * 6. december 1919, Ljubljana, † 17. november 1943, Lokovec.
Njegova družina je med 1. svetovno vojno živela v begunstvu v Lukovici in se 1921 vrnila v Opatje selo, od tu pa so zaradi slabih ekonomskih razmer izselili v Brazilijo. Vrnili so se leta 1925, čez šest let pa so se za stalno odselili v Ljubljano. Tu je obiskoval osnovno šolo in strokovni nadaljevalni tečaj srednje tehniške šole. V tovarni Unitas se je izučil za strojnega ključavničarja. Leta 1938 je postal član
Zveze komunistične mladine Jugoslavije, 1940 pa Komunistične partije Slovenije. Politično je deloval predvsem med vajensko in športno mladino. Bil je uspešen boksar srednje kategorije član dravske banovinske reprezentance. Po okupaciji Kraljevine Jugoslavije je postal član sabotažne skupine v Šiški in sekretar okrožnega komiteja Zveze komunistične mladine Jugoslavije v Ljubljani, aktivno pa je sodeloval tudi v akcijah ljubljanske Varnostno-obveščevalne službe. Sredi februarja 1942 ga je Centralni komite Komunistične partije Slovenije poslal na politično delo v Trst, kjer je organiziral odbore Osvobodilne fronte in mladinske odbore. Ustanovil je delavski krožek, iz katerega so se razvili italijansko-slovenski tovarniški odbori Osvobodilne fronte. Po kapitulaciji Kraljevine Italije je postal član Pokrajinskega odbora Osvobodilne fronte slovenskega naroda za Primorsko. Politično je deloval na Krasu v Brkinih in slovenski Istri. 6. oktobra 1943 je bil imenovan za političnega komisarja Tržaške, novembra 1943 pa za pomočnika političnega komisarja Goriške divizije.
Padel je v boju z nemško patruljo. Njegovi ilegalni imeni sta bili Emil Sirk in Blaž Robida. Za narodnega heroja je bil proglašen 14. decembra 1949.